# ویلیام صوری
ویلیام صوری (۱۱۳۰ – ۲۹ سپتامبر ۱۱۸۶ میلادی) اسقف اعظم و تاریخ‌نگار قرون وسطایی بود. او در مقام اسقف صور، گاهی‌اوقات با عنوان ویلیام دوم شناخته می‌شود تا از ویلیام یکم انگلیسی، اسقف پیشین صور و کلیسای مقبره مقدس، در سال‌های ۱۱۲۷ تا ۱۱۳۵، تشخیص داده‌شود. او در اورشلیم در دوران اوج پادشاهی اورشلیم—که در سال ۱۰۹۹ و پس از نخستین جنگ صلیبی پایه‌گذاری شده‌ بود—رشد و پرورش یافت و بیست سال از عمرش را صرف مطالعهٔ علوم مقدماتی و الهیات در مدرسه پاریس و بولونیا کرد.
درپی بازگشت ویلیام به اورشلیم در سال ۱۱۶۵، پادشاه اِمالریک او را به عنوان سفیر به امپراتوری بیزانس فرستاد. بعدها ویلیام به آموزگاری پسر پادشاه منصوب شد که در آینده با نام بالدوین چهارم به تخت نشست. همچنین او بود که بیماری جذام بالدوین را شناسایی کرد. پس از مرگ امالریک، ویلیام بدل به کنسول و اسقف اعظم صور شد، که جایگاه این دو رتبه از میان بلندرتبه‌ترین منصب‌های اداری پادشاهی اورشلیم محسوب می‌شدند. او همچنین در سال ۱۱۷۹ و در سومین شورای لاتْران به نمایندگی شرق لاتین برگزیده شد. از آنجایی که او از افراد درگیر در کشمکش‌های سیاسی دوران پادشاهی بالدوین چهارم به حساب می‌آمد، اهمیت و جایگاهش با قدرت یافتن دستهٔ رقیب در امور سلطنتی، رو به کاهش نهاد. او در جرگهٔ افراد با اعتبار اورشلیم به حساب می‌آمد و احتمالاً در سال ۱۱۸۶ درگذشت.
ویلیام آثاری در رابطه با شورای لاتران و همچنین تاریخ دولت‌های اسلامی از زمان پیامبر اسلام تألیف کرد، اما از این دو اثر هیچ نشانی باقی نمانده‌است. او امروزه به‌عنوان مورخ پادشاهی اورشلیم شناخته می‌شود. او وقایع‌نامه خود را به زبان لاتین برای زمانهٔ خود، با استناد به نقل‌قول‌هایی از آثار کلاسیک، به رشته تحریر درآورد. وقایع‌نامه وی، با عنوانی همچون هیستوریا رِروم اینْ پارتیبوس گِشتاروم، هیستوریا ایروزولیمیتانا (تاریخ اورشلیم) و عنوان مختصر هیستوریا شناخته می‌شود. این اثر مشهور ویلیام، پس از مرگ به‌سرعت به زبان فرانسوی و پس از آن به زبان‌های دیگر ترجمه شد؛ چرا که اثر وی، تنها منبع کامل و جامع در رابطه با قرن ۱۲ اورشلیم است که توسط یک بومی نوشته شده‌است و از نظر برخی مورخان، گفته‌هایش را می‌توان به‌دلیل ارزش این کار پذیرفت و بدان استناد کرد. با این حال مورخان سده اخیر بیان داشتند که به‌دلیل اینکه ویلیام صوری خود یکی از اعضای دولت پادشاهی اورشلیم بوده‌است، در آثارش سوگیری‌هایی وجود دارد با این حال او را به‌عنوان یکی از بزرگترین وقایع‌نامه‌نویسان جنگ‌های صلیبی و یکی از بزرگترین وقایع‌نویسان قرون وسطی در اروپا دانسته‌اند.

## زمانه

دولت‌های صلیبی در سال ۱۱۶۵

در سال ۱۰۷۱ میلادی، اَلِکسیوس یکم، امپراتور بیزانس، در پی شکست در نبرد مَلازگِرد، نگران پیشروی سلجوقیان در خاک آناتولی به سمت غرب بود. الکسیوس در مارس ۱۰۹۵ فرستادگانی را به شورای پیاچِنزا فرستاد تا علیه ترکان از پاپ درخواست یاری کند. پاپ اوربان دوم، شاید به امیدِ از بین رفتن انشقاق چهل‌ساله بین کلیسای شرق و غرب و برقرار شدن دوبارهٔ وحدت دینی در سراسر اروپا، به این درخواست پاسخ مثبت داد. سپاه‌های صلیبی اندکی پس از شورای کِلِرمونت و سخنرانی پاپ اوربان دوم در سال ۱۰۹۵، به سوی شرق رهسپار شدند. آن‌ها از آسیای صغیر عبور کردند، به انطاکیه رسیدند و در سال ۱۰۹۸ آن‌جا را به تصرف درآوردند. آنگاه در دو محور ساحلی و داخلی (روج – مَعرَةُ النُّعمان – شِیزَر – مَصیاف – اکراد) حرکت کردند تا بار دیگر در طِرابلُس به یکدیگر پیوستند و از آن‌جا راه‌شان را به سوی بیروت و صِیدا تا قیساریه و از آن‌جا تا اورشلیم ادامه دادند. صلیبی‌ها پس از فتح کرانهٔ مدیترانه، دولت‌های خود را سازماندهی کردند و حکومت‌هایی خودمختار از جمله پادشاهی اورشلیم و شاهزاده‌نشین انطاکیه را تشکیل دادند.
پادشاهی اورشلیم در سال ۱۰۹۹ به‌دنبال پیروزی صلیبیون در نخستین جنگ صلیبی تشکیل شد. این پادشاهی شامل سه چهارم قلمرویی بود که صلیبیون طی جنگ صلیبی نخست تسخیر کرده و در آنجا دولت‌های صلیبی (کنت‌نشین طرابلس، شاهزاده‌نشین انطاکیه و کنت‌نشین ادسا) تشکیل داده بودند. سه پادشاه نخست اورشلیم، گادفری بوین (۱۰۹۹–۱۱۰۰)، برادرش بالدوین یکم (۱۱۰۰–۱۱۱۸) و عموزادهٔ آنها، بالدوین دوم (۱۱۱۸–۱۱۳۱)، مرزهای پادشاهی را تثبیت و حفظ کردند و حتی به قلمروی که امروزه شامل لبنان، اسرائیل و فلسطین است، گسترش دادند. در نخستین دهه‌های شکل‌گیری این پادشاهی، زائرانی که برای زیارت اورشلیم به شرق آمده بودند، در این قلمرو مستقر شدند و بازرگانان دولت‌شهرهای ایتالیا و کشور فرانسه نیز برای به‌دست گرفتن بازار این قلمرو به شرق آمدند.
با این حال نخستین واکنش‌ها از جبهه مسلمانان در میانه قرن ۱۲ رخ داد؛ خاندان زنگی که در این زمان در شام قدرت یافته بودند، به رهبری نورالدین زنگی موفق به شکست صلیبیون و فتح کنت‌نشین اِدسا، نخستین دولت صلیبیون در شرق، شدند. این کار وی موجب بسیج دوم صلیبی از سوی غرب گردید، که دامنه‌اش در سال ۱۱۴۸ میلادی به سرزمین شام کشیده‌شد و (۲۴ ژوئن ۱۱۴۸ میلادی) دمشق مورد حمله قرار گرفت. اما مقاومت شدید مدافعان شهر و سرعت پیشروی نورالدین از حلب به دمشق، منجر به شکست صلیبیون و عقب‌نشینی آنها و تسلط نورالدین بر شهر دمشق شد. این حمله نه تنها هیچ سودی برای صلیبیون نداشت، بلکه به زیان آنان نیز تمام شد. پیروزی‌های به‌دست آمده موجب افزایش نیروی مسلمانان گردید. چنان‌که نورالدین نیز موفق گردید در سایه پیروزی‌های خود سرزمین شام را متحد گرداند. پس از یکپارچگی شکل‌گرفته در شام تحت لوای خاندان زنگی، مصر که در کنترل فاطمیان روبه‌زوال بود، مبدل به کانون جنگ میان نورالدین زنگی و صلیبیون شد؛ درگیری میان صلیبیون و نورالدین زنگی در نهایت با پیروزی نورالدین همراه بود و فرمانده اعزامی وی به مصر، شیرکوه، توانست به عنوان وزیر کنترل امور مصر را در دست بگیرد. اما مرگ وی سبب شد تا این جایگاه به برادرزاده وی، صلاح‌الدین یوسف، برسد که چند سال توانست حکومت ایوبیان را با تسلط بر مصر و در ادامه با شکست زنگی‌ها در شام بنا نهد.

## نسب و نیا
به گفته هانس پروتز، ویلیام از اهالی اورشلیم بود و خود در حدود سال ۱۱۳۰ میلادی در آنجا به دنیا آمد. او با وجود سخن گفتنِ فراوان از سرزمین و اصالت دیگران در آثارش، اشاره‌ای به خانواده و اصالت خود نکرده‌است. با وجود این، دربارهٔ اصلیت و سرزمینی که والدینش از آنجا آمده‌اند، حدسیاتی زده شده‌است. ممکن است خانواده ویلیام از اهالی انگلستان، آلمان، فرانسه یا ایتالیا بوده باشند.
احتمال انگلیسی یا آلمانی بودن او اندک است. از دید ناصری طاهری، افرادی که معتقدند او انگلیسی‌الاصل است، میان او و ویلیام اول، از اهالی انگلستان، خلط کرده‌اند؛ زیرا وی نیز اسقف‌اعظم شهر صور بوده‌است. هرچند ویلیام صوری در آثار خود در باب انگلیسی‌های شرکت‌کننده در جنگ صلیبی سخن گفته‌است، موضع‌گیری او همانند یک شخص انگلیسی‌تبار نیست؛ او رابرت نورماندی را تمجید و هنری یکم را تحقیر کرده‌است، استفان را مدح و ملکه الینور را سرزنش نموده‌است. همچنین ویلیام در کتاب‌های خود، تنفرش از هادریان، پاپ انگلیسی‌تبار را ابراز کرده و نوشته‌است که او به سبب همشهری بودن با رالف به مقام اسقفی بیت‌لحم رسید. سخنان و ادعاهای افرادی که او را آلمانی می‌دانند، ضعیف‌تر از ادعای انگلیسی بودنش است. سخنان و نوشته‌های او در رابطه با آلمان به نسبت اندک و اشتباهاتش در مورد این منطقه بیش از هر مکان دیگری است. افزون بر این، به نظر می‌رسد که او به عمد شماری از اشراف آلمانی با نفوذ معاصر خود را که در اراضی مقدس بودند، نادیده گرفته و از سخن گفتن در باب آنها سر باز زده‌است.
اشارات در باب فرانسوی‌الاصل بودن ویلیام به نسب دیگر مناطق، بیشتر و در عین حال دقیق‌تر است. به همین دلیل، بارها گمان شده که او فرانسوی‌تبار بوده‌است. پروتز که در مورد زندگی ویلیام صوری پژوهش نموده، معتقد است که با وجود دلایل بسیار، ویلیام، فرانسوی‌الاصل نبوده‌است و این احتمال را رد می‌کند. چرا که اطلاعات ویلیام صوری به‌شدت دقیق است. همچنین او هنگام سخن گفتن از تاریخ سیسیل، افزون بر موضوع اصلی، جزئیات مهمی را بیان کرده‌است. افزون بر این، او تانکرد را به‌عنوان قهرمان می‌شناسد و با همین عنوان از وی یاد می‌کند و جایگاهش را هم‌تراز با گادفری می‌داند. ویلیام، هنگام سخن گفتن از فرانسه و شرایطش، آن را سرزمینی واقع در ورای کوهستان معرفی نمی‌کند، بلکه انتساب هنری شامپانی را به شامپانی ایتالیا نفی کرده و او را از اهالی «شامپانی آن سوی کوهستان» می‌خواند. به نظر عبدالله طاهری ناصری، نمی‌توان تردید کرد که این سخنان را فردی فرانسوی یا فرانسوی‌زاده گفته باشد. افزون بر آن که حقایق دیگر در زندگیش احتمال فرانسوی نبودن او را تقویت می‌کنند و و پژوهشگران را وامی‌دارد تا بپذیرند که او ایتالیایی – نورماندی است.
در مورد شرایط و شغل پدر ویلیام نیز دیدگاهی قطعی وجود ندارد. پاستورت معتقد است که ویلیام با بیشتر خانواده‌های اشراف در اداره امور اورشلیم مسئولیت داشتند، ارتباط نزدیک داشته‌است. او روایتی را که در کتاب مفقودشده ویلیام آمده، اساس نظریه خود می‌داند. عبدالله طاهری ناصری معتقد است که اگر این روایت را در مقابل سکوتش در ارتباط با نیاکانش قرار دهیم، به این نتیجه خواهیم رسید که ویلیام دلیل موجهی برای کتمان اصل خود داشته‌است. افزون بر این، دلیل دیگری نیز در دسترس است که بر این عقیده مهر تأیید می‌زند. مشهور است که ویلیام برادری به نام رالف داشته و نام وی در سندی تاریخی به عنوان شاهد انتقال مالکیت در اورشلیم در سال ۱۱۷۵ آمده‌است. از آنجا که اسم رالف در پایان فهرست آمده و هیچ نشانه‌ای دال بر خویشاوندیش با اسقف اعظم نیامده است، گمان می‌شود پدرش از طبقه اشراف یا فرماندهان نظامی نباشد. احتمالاً پدرش تاجر یا کاتب عدلیه بوده‌است؛ چراکه در آن روزگار، صاحبان دو پیشه یادشده در شهر اورشلیم فراوان بوده‌اند و این افراد معمولاً از غرب آمده بودند. بدین ترتیب می‌توان گفت که ناآگاهی ویلیام و خویشاوندانش از امور نظامی از یک سو و توجه و انعطاف او در برابر فعالیت‌های تجاری از سوی دیگر تا حدی این عقیده را تأیید می‌کند که او دارای اصالتی ایتالیایی بوده‌است.

## زندگانی

### ابتدای زندگی
ویلیام در حدود سال ۱۱۳۰ میلادی در اورشلیم به دنیا آمد؛ و به نظر می‌رسد که او تمام دوره نوجوانی خود را در قلمروی پادشاهی اورشلیم سپری کرده‌است و احتمال دارد که بخش اعظم این دوره را در شهر اورشلیم گذارنده باشد؛ چرا که خاطرات نوجوانیش در لابه‌لای اثرش، هیستوریا، به چشم می‌خورد. ویلیام تحصیلات ابتدایی خود را در اورشلیم و در مدرسهٔ کلیسای جامع و کلیسای مقبره مقدس آغاز کرد. شول‌اَستر یا همان استاد مدرسه، جان پیزایی، به ویلیام خواندن و نوشتن را آموخت و او را نخست با زبان لاتین آشنا کرد. با توجه به آنچه که خود ویلیام در هیستوریا بیان داشته، می‌توان گفت که او به زبان فرانسوی و همچنین زبان ایتالیایی آشنا بوده اما مدرکی وجود ندارد که نشان بدهد که ویلیام با زبان‌هایی همچون عربی، یونانی و فارسی آشنا بوده‌است.
در حدود سال ۱۱۴۵، ویلیام عازم اروپا شد تا آموزش خود را در مدرسه‌ای در ایتالیا و فرانسه به‌خصوص پاریس و بولونیا، دو مرکز برجسته علمی و فکری اروپا در قرون وسطی، ادامه دهد. در آن زمان در این دو شهر هنوز دانشگاهی شکل نگرفته بود اما دو شهر مزبور از مراکز برجسته علم و هنر در اروپا بودند. ویلیام در پاریس و اورلئان علوم مقدماتی و الهیات را به مدت ۱۰ سال در نزد استادانی فراگرفت که خود از شاگردان گیلبرت د لا پوره و تیری شارتری بودند؛ و همچنین مدتی را برای یادگیری نزد روبرت ملان و آدام د پارو پونته گذارند. ویلیام در اورلئان که یکی از مراکز برجسته مطالعات کلاسیک به‌شمار می‌رفت، ادبیات رومی باستان (یا همان تألیف و تصنیف) را با هیلاری اورلئانی و ریاضیات (به‌خصوص آرای اقلیدس) را با ویلیام سوآسونی آموخت. او برای ۶ سال، الهیات را در نزد پیتر لمبارد و مائوریس د سالی مطالعه کرد؛ و پس از آن، او حقوق مدنی و قوانین کلیسایی را در بولونیا نزد «۴ دکتر بولونیا» فرا گرفت. اساتیدی که ویلیام در نزد آنها به مطالعه و فراگیری علوم پرداخت، همگی از افراد برجسته رنسانس قرن ۱۲ میلادی در اروپا بودند که نشان از آن است که ویلیام صوری به‌خوبی نزد این اساتید آموزش دیده‌است.

### بازگشت به اورشلیم

#### ویلیام در زمان آمالریک یکم

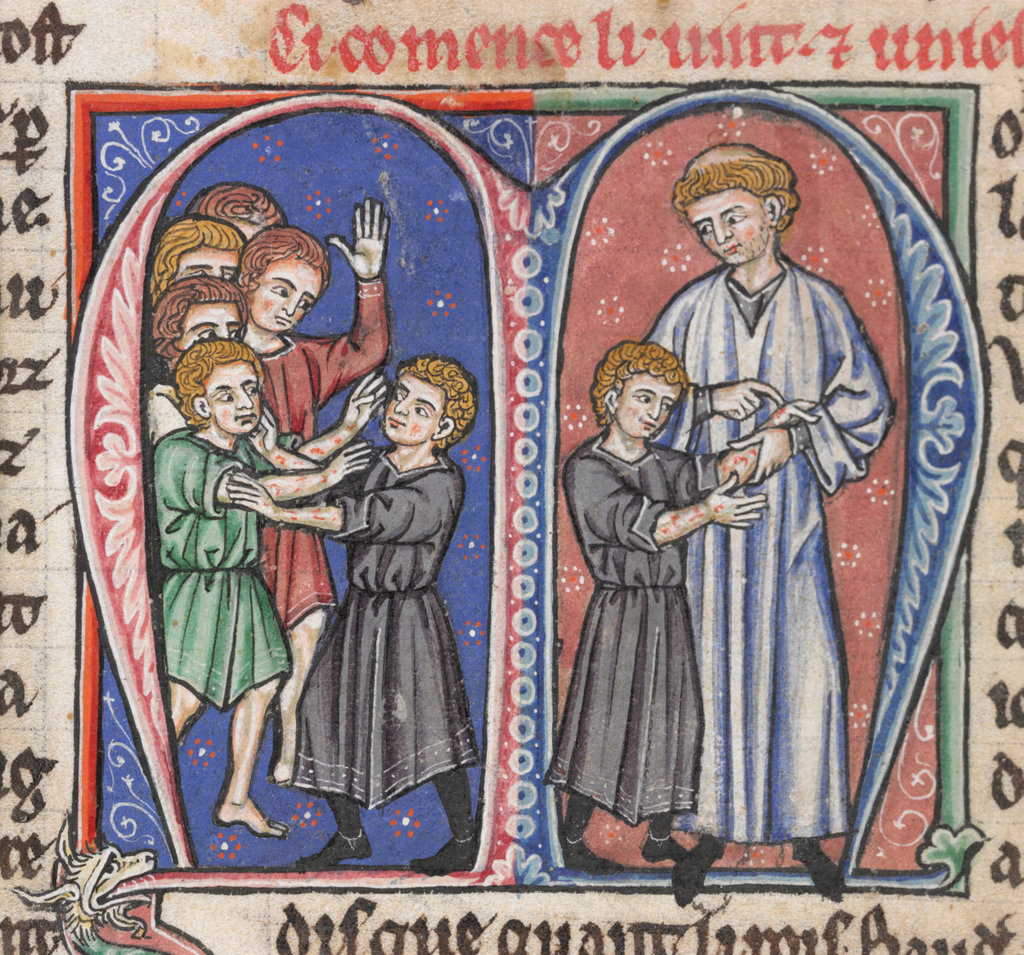
کشف نخستین علائم جذام در بالدوین چهارم توسط ویلیام صوری (نسخه‌ای از استوریه د اراکلس (ترجمه فرانسوی هیستوریا ویلیام صوری)، نگارگری‌شده در پاریس، دهه ۱۲۵۰، کتابخانه بریتانیا، لندن)

مقام‌های بلندمرتبه دینی و سیاسی در پادشاهی اورشلیم معمولاً به اروپاییانی که به شرق آمده بودند، اعطا می‌شد. ویلیام از آن دسته افراد بومی بود که پس از کسب تحصیلات عالی در اروپا، به‌سرعت در دستگاه حکومتی و دینی پادشاهی صاحب مقام و منزلت شد. پس از بازگشت او به سرزمین مقدس در سال ۱۱۶۵، به‌عنوان کنانیکوس (کشیش) کلیسای جامع عکا انتخاب شد. در سال ۱۱۶۷، وی توسط فردریک د لا روش، اسقف اعظم صور و با حمایت و تأیید آمالریک یکم، پادشاه اورشلیم، به‌عنوان معاون اسقف کلیسای جامع آن شهر انتخاب شد.
آمالریک در سال ۱۱۶۴، پس از بالدوین سوم، به قدرت رسید و درصدد بود تا مصر را که در این زمان تحت کنترل خلافت رو به زوال فاطمیان بود، تصرف کند. نخستین حمله به مصر، ۵۰ سال قبل از آمالریک، در زمان بالدوین نخست رخ داد که فاطمیان در آخر پذیرفتند که خراج به پادشاهی اورشلیم بپردازند. اما با به قدرت‌رسیدن عاملان نورالدین زنگی در مصر (شیرکوه و صلاح‌الدین ایوبی) و گرفتن کنترل این منطقه، آمالریک متوجه مصر شد تا این بار مصر را به‌طور کامل تسخیر کند. نورالدین زنگی پیش از این توانسته بود کنترل دمشق را در سال ۱۱۵۴ و پس از حمله صلیبیون به این شهر و محاصره آن طی جنگ صلیبی دوم، به‌دست گیرد؛ بنابراین قلمروی پادشاهی اورشلیم در این زمان تنها به سمت جنوب غربی و مصر، گسترش یافته بود و در سال ۱۱۵۳ آخرین پایگاه فاطمیان در فلسطین و در شهر اشکلون، به‌دست صلیبیون سقوط کرد. با این حال، نورالدین با توجه به اهمیت مصر، درصدد بود تا این منطقه را به قلمروی خود ضمیمه کند، بنابراین ارتش و نیروهای خود را عازم مصر کرد تا در مقابل آمالریک قرار بگیرند؛ و این وضعیت شرق با بازگشت ویلیام از اروپا مصادف شد. آمالریک در سال ۱۱۶۷ با ماریا کومننه از نوادگان امپراتور بیزانس، مانوئل یکم، ازدواج کرد و در سال ۱۱۶۸، پادشاه اورشلیم ویلیام را به قسطنطنیه فرستاد تا معاهده حمله بیزانسی-صلیبی به مصر را نهایی کند. امالریک در گام نخست درصدد این بود تا با حمایت نیروی دریایی بیزانس، حمله خود را آغاز کند. با این حال، او منتظر ناوگان دریایی بیزانس نماند و موفق شد شهر بندری دمیاط را تصرف کند. اما با مقاومت یکی از فرماندهان اعزامی نورالدین به مصر به نام صلاح‌الدین ایوبی —که بعدها بزرگترین خطر برای پادشاهی اورشلیم شد— از مصر رانده شد.
با وجود رخ‌دادن این حوادث، ویلیام به پیشرفت خود در پادشاهی اورشلیم ادامه داد. در سال ۱۱۶۹، او از رم دیدن کرد تا به اتهاماتی که به اسقف‌اعظم صور، فردریک، زده شده بود، پاسخ دهد. البته امروز محتوای این اتهام‌ها معلوم نیست. احتمال می‌رود به‌دلیل غایب‌بودن فردریک و حضورش در اروپا برای یک مأموریت دیپلماتیک، ویلیام برای کمک به او عازم رم شده باشد.
با بازگشتش از رم در سال ۱۱۷۰، آمالریک به او مأموریت داد که تاریخ پادشاهی اورشلیم را ثبت و مکتوب کند. همچنین آمالریک، ویلیام را به‌عنوان معلم پسر و وارثش، بالدوین چهارم، انتخاب کرد. هنگامی که بالدوین ۱۳ ساله بود، روزی مشغول بازی با سایر کودکان بود که سعی داشتند با ضربه و خراشیدن بازوهای یکدیگر باعث ایجاد درد در دوستانشان شوند. طبق گفته ویلیام «همه بچه‌ها با کشیدن فریاد، درد کشیدن خود را نشان دادند … اما بالدوین با وجود بی‌رحمی هم‌بازی‌هایش، کاملاً خراش‌های آنها را تحمل کرد و خم به ابروی خود نیاورد. انگار که چیزی را احساس نمی‌کرد. ...» ویلیام با بررسی بازوی بالدوین، متوجه علائم جذام شاهزاده شد و پس از بررسی نهایی، ابتلای شاهزاده جوان به جذام را تأیید کرد.

#### ویلیام در زمان بالدوین چهارم
با مرگ آمالریک یکم در سال ۱۱۷۴، پسرش بالدوین با عنوان بالدوین چهارم به پادشاهی اورشلیم رسید. در همین سال، نورالدین زنگی نیز درگذشت تا فرمانده وی، صلاح‌الدین که پیش از مرگ نورالدین تنها در مصر قدرت داشت، در شام هم به قدرت برسد و بتواند قلمروی اورشلیم را از جنوب و شرق به صورت کامل محاصره کند. به دنبال مرگ آمالریک، پادشاهی اورشلیم شاهد منازعات و اختلافات میان دو گروه «جبهه دربار» و «جبهه اشراف» شد. «جبهه دربار» زیر رهبری مادر بالدوین، آگنس کورتنی، و خاندانش قرار داشت که به‌تازگی از اروپا به شرق آمده و در امور پادشاهی لاتین بی‌تجربه و تازه‌کار و خواهان جنگ با صلاح‌الدین ایوبی بودند. «جبهه اشراف» زیر رهبری ریموند سوم تریپولی قرار داشت که از اشراف بومی پادشاهی و خواهان صلح با مسلمانان و برقراری روابط مسالمت‌آمیز با آنها، به‌خصوص با صلاح‌الدین ایوبی بود. این تفسیری از شرایط ابتدایی دوره زمامداری بالدوین چهارم بود که ویلیام صوری در هیستوریا نوشته که بعدها به‌عنوان یک واقعیت مورد قبول همگان قرار گرفت. با این حال افرادی همچون پیتر ادبوری معتقدند که ویلیام صوری به‌شدت حزبی بوده‌است چرا که او با ریموند، رهبر جبهه اشراف که بعدها باعث پیشرفتش در امور سیاسی و مذهبی شد، متحد و همراه بود. همچنین گزارش‌های مورخان ادامه‌دهنده هیستوریای ویلیام صوری در قرن ۱۳ میلادی مورد شک قرار گرفته‌است چرا که آنها مناسباتی با خاندان ابلین که از حامیان ریموند بودند، داشتند. با این حال، اتفاق‌نظر کلی میان تاریخ‌نگاران بر روی این مسئله است که اگرچه درگیری و منازعات داخلی در این دوره وجود داشت، اما اختلافات و درگیری‌ها میان اشراف و بارون‌ها با تازه‌واردان از غرب نبود بلکه بیشتر اختلافات میان خویشاوندان مادری و پدری بالدوین چهارم بوده‌است.
مایلز پلانسی برای مدت کوتاهی به‌عنوان نایب بالدوین که هنوز به سن قانونی نرسیده بود، انتخاب شد اما پس از مدتی در اکتبر ۱۱۷۴ به قتل رسید تا ریموند سوم به‌عنوان جانشینش انتخاب شود. ویلیام در سال ۱۱۷۴ جانشین فردریک د لا روش، اسقف اعظم صور، شده بود. در ۶ ژوئن ۱۱۷۵، ریموند در نخستین اقدام، ویلیام صوری را به‌عنوان صدراعظم اورشلیم و همچنین اسقف اعظم ناصره منصوب کرد. احتمالاً وظایف ویلیام به‌عنوان صدراعظم، وقت زیادی را از او نمی‌گرفت؛ چرا که کاتبان و مسئولان دبیرخانه اسناد را تهیه می‌کردند و حتی در غیابش کارها را به پیش می‌بردند. در عوض او بر وظایف خود به‌عنوان اسقف‌اعظم تمرکز کرده بود. او در سال ۱۱۷۷، مراسم تدفین ویلیام مونفروا، همسر سیبلا خواهر بالدوین، را انجام داد، چرا که پاتریارک اورشلیم، امالریک نسله، به دلیل بیماری قادر به انجام آن نبود.
در سال ۱۱۷۹، ویلیام صوری به‌عنوان یکی از سفیران و نمایندگان اورشلیم و مابقی دولت‌های صلیبی برای شرکت در سومین شورای لاتران انتخاب گردید. با این حال او به همراه دیگر نمایندگان دولت‌های صلیبی نتوانستند پاپ الکساندر را برای اعلان جنگ جدید صلیبی ترغیب کنند. با این حال، پاپ الکساندر ویلیام را به عنوان سفیر به نزد امپراتور بیزانس، مانوئل، در قسطنطنیه فرستاد و همچنین مانوئل نیز به او مأموریتی در شاهزاده‌نشین انطاکیه داد. ویلیام در کتاب خود اشاراتی به آنچه که در حین مأموریت رخ‌داده، نکرده‌است اما احتمال می‌رود او مأمور بوده تا در باب اتحاد قسطنطنیه با اورشلیم مذاکره و گفتگو کند تا امپراتور بیزانس از فشار خود برای بازپس‌گیری انطاکیه بکاهد و منصرف شود. در نهایت ویلیام پس از ۲ سال دوری از اورشلیم، در سال ۱۱۸۰ به خانه بازگشت.

### حوادث سال ۱۱۸۰
در غیاب ویلیام، اختلافات و بحران‌های پادشاهی شدیدتر شد. بالدوین چهارم در این زمان به سن قانونی رسیده بود. در سال ۱۱۷۶، ریموند از مقام خود خلع شد چرا که بالدوین به دلیل بیماری‌اش نمی‌توانست وارث و جانشینی داشته باشد و همچنین نمی‌توانست برای مدت زیادی حکمرانی خود را ادامه دهد. بالدوین پس از مرگ ویلیام مونفروا، همسر سیبلا، درصدد بود تا شوهری را برای خواهرش انتخاب کند. در عید پاک سال ۱۱۸۰، زمانی که ریموند و پسرعمویش بوهموند درصدد بودند که سیبلا را به ازدواج بالدوین ابلین درآوردند، اختلافات بیشتر شد چرا که آن دو نزدیکترین افراد به خط پادشاهی بودند و در صورت مرگ بالدوین و نداشتن جانشین، می‌توانستند به حکومت برسند، اما قبل از رسیدن ریموند و بوهموند، آگنس و بالدوین ترتیب ازدواج سیبلا با یکی از تازه‌واردان از پواتیه، به نام گی لوزینیان را دادند که برادر بزرگتر آیمری لوزینیان بود و در دربار پادشاه جایگاه برجسته‌ای داشت.
این اختلافات بر روند زندگی سیاسی و مذهبی ویلیام تأثیرگذار بود، چرا که او با حمایت ریموند توانسته بود به این مقام برسد و ممکن بود از پس برکناری ریموند، جایگاه و مقامش متزلزل شود. هنگامی که پاتریارک اورشلیم، آمالریک نسله، در اکتبر ۱۱۸۰ درگذشت، دو گزینه به‌عنوان جانشین او وجود داشتند: ویلیام صوری و هراکلیوس قیصریه‌ای. آنها از نظر مذهبی و علمی در یک مرتبه و جایگاه بودند اما از نظر سیاسی در دو جبهه مخالف قرار داشتند، چرا که هراکلیوس یکی از حامیان آگنس کورتنی، مادر بالدوین چهارم، بود. طبق منابع، در هنگام انتخاب پاتریارک اورشلیم، کنانیکوس‌ها (کشیش) برای انتخاب پاتریارک اورشلیم به توافق نرسیده‌اند، بنابراین به پادشاه برای گرفتن مشورت رجوع می‌کنند و با توجه به نفوذ آگنس، هراکلیوس به‌عنوان پاتریارک اورشلیم انتخاب می‌شود. شایعاتی مبنی بر رابطه عاشقانه میان آگنس و هراکلیوس وجود داشت که این شایعه بیشتر از جانب جبهه مخالف آگنس بود، در حالی که هیچ شاهد و مدرکی برای اثبات این ادعا وجود ندارد. ویلیام در اثر خود در مورد این اتفاق و هراکلیوس چیزی را بیان نمی‌کند که احتمالاً نشان از ناامیدی او از نتیجه این انتخاب می‌باشد.

## سال‌های پایانی زندگی

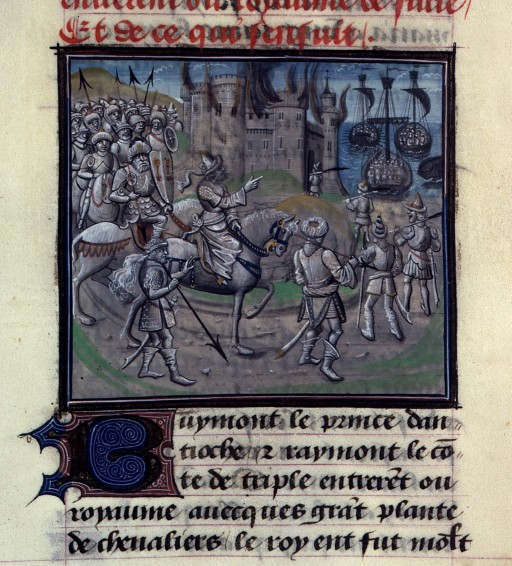
صلاح‌الدین ایوبی در حال سوزاندن شهر، نسخه خطی از ترجمهٔ فرانسوی هیستوریا

پس از این رویدادها، ویلیام همچنان به‌عنوان اسقف‌اعظم صور و صدراعظم پادشاهی باقی ماند، اما جزئیات زندگیش در این زمان مبهم و مجهول باقی مانده‌است. در قرن ۱۳، برخی دنباله‌روهای ویلیام صوری ادعا کردند که هراکلیوس، ویلیام را در سال ۱۱۸۳ تکفیر کرده‌است، که دلیل این کار هراکلیوس نامعلوم است. همچنین آنها ادعا می‌کنند که ویلیام برای جلب نظر پاپ، به رم سفر کرده و در حین این سفر توسط هراکلیوس مسموم شده‌است. طبق گفتهٔ پیتر ادبری و جان رُو، مبهم و مجهول بودن زندگی ویلیام در این ایام به دلیل این است که او همچون گذشته نقش سیاسی نداشت و بیشتر تمرکز خود را بر امور مذهبی و نوشتن اثر خود گذاشته بود. داستان تکفیر و مسمومیتش در ادامه، احتمالاً ساخته ذهن این دنباله‌روها است. ویلیام تا سال ۱۱۸۴ میلادی در اورشلیم ماند و به نوشتن اثر خود ادامه داد تا اینکه پادشاهی اورشلیم به دو جبهه مخالف هم تقسیم شد؛ در حالی که صلاح‌الدین پادشاهی را محاصره کرده بود.
با پیروزی آگنس و طرفدارانش و انتخاب بالدوین پنجم، فرزند سیبلا و ویلیام مونفروا، به‌عنوان جانشین بالدوین چهارم، به مرور از ارزش ویلیام در قلمروی اورشلیم کاسته شد. بالدوین پنجم نیز که همچون دایی‌اش جذام داشت، پس از یک سال در ۱۱۸۶ درگذشت تا سیبلا، گی لوزینیان را به عنوان پادشاه جدید اورشلیم انتخاب کند. احتمال می‌رود که ویلیام در این زمان از نظر سلامتی در وضعیت بدی قرار داشته‌است. رودلف هیستند معتقد است که تاریخ مرگ ویلیام صوری ۲۹ سپتامبر بوده اما سال آن دقیقاً مشخص نیست؛ به هر حال صدراعظم جدید اورشلیم در مه ۱۱۸۶ و اسقف اعظم صور نیز در ۲۱ اکتبر ۱۱۸۶ انتخاب شده‌اند. هانس مایر معتقد است که ویلیام صوری در سال ۱۱۸۶ درگذشته که این نظر او مورد قبول اکثر مورخان قرار گرفته‌است.
ویلیام با توجه به روند قدرت‌گیری صلاح‌الدین در منطقه و همچنین اختلافات درونی در پادشاهی اورشلیم، در کتاب خود سقوط اورشلیم و زوال پادشاهی را پیش‌بینی کرده بود. پیش‌بینی ویلیام صوری در اثرش در رابطه با پادشاهی، یک سال پس از مرگش بر همگان ثابت شد؛ صلاح‌الدین ایوبی توانست گی لوزینیان را در نبرد حطین در سال ۱۱۸۷ شکست دهد و در ادامه توانست اورشلیم و اکثر شهرهای پادشاهی اورشلیم (به جز صور) را تصرف کند. خبر سقوط اورشلیم، اروپا را لرزاند و طرح و نقشه‌هایی برای کمک به دول صلیبی ریخته شد. طبق گفته راجر وندور، در سال ۱۱۸۸، زمانی که هنری دوم پادشاه انگلستان و فیلیپ دوم پادشاه فرانسه برای رفتن به جنگ صلیبی جدید توافق کردند، ویلیام در ژیزور فرانسه حضور داشته‌است. با این حال او در این رابطه اشتباه کرده‌است چرا که او اسقف اعظم جدید شهر صور را که جایگزین ویلیام صوری شده بود، نمی‌شناخت و احتمالاً او را با ویلیام صوری اشتباه گرفته‌است.

## تالیفات و آثار

### هیستوریا

#### نسخه لاتین
هر انسان خردمند بی‌تردید می‌داند که نگارش دربارهٔ اعمال برجسته پادشاهان امری سخت و دشوار و آکنده از تهورات و بی‌باکی‌هاست. البته، افزون بر توجهات پیگیر و پیاپی، و احتیاط و هشیاری دائم که لازمه چنین کارهایی با چنین ماهیت و طبیعتی است چرا که ناگریز فضایی باز در مقابل [تاریخ‌نگار] گشوده می‌شود و وی به‌سختی می‌تواند از پرداختن به این یا آن مسئله خودداری کند، پس در حالی که می‌کوشد خود را از درد و رنح برهاند، او را می‌بینی که در چنگال‌های اندوه و رنجی مصیبت‌بار گرفتار می‌آید …— ویلیام صوری، مقدمهٔ هیستوریا
با درخواست پادشاه اورشلیم، امالریک یکم، از ویلیام صوری برای نگاشتن اثری برای ثبت تاریخ پادشاهی اورشلیم و اعمال پادشاهان صلیبی و به‌ویژه تهیه سندی از اقدامات و وقایع زمان خود او، ویلیام صوری تقریباً ۷۰ سال پس از نخستین جنگ صلیبی، آغاز به نگارش تاریخ کم‌نظیر خود موسوم به هیستوریا رِروم اینْ پارتیبوس گِشتاروم (تاریخ آن سوی دریاها) نمود که با عنوان هیستوریا شناخته می‌شود. ویلیام ابتدا این اثر را گشتا آمالریکی رِگیس (اعمال آمالریک) نام نهاده بود، ولی پس از آن که تاریخ وقایع صلیبیون از نخستین جنگ صلیبی و روابط آنها با مسلمانان و بیزانسی‌ها را بدان ضمیمه کرد، نام اصلی و نهایی کتاب یعنی هیستوریا رروم را انتخاب کرد. او بخش نخست کتاب خود را تا سال ۱۱۷۳ به پایان رسانید و تاریخ کامل خود را به شهر رم برد و تا لحظه مرگ به نوشتن آن ادامه داد.
این اثر مفصل که مشتمل بر شرح وقایع پادشاهی اورشلیم و وضعیت صلیبیون، مسلمانان و بیزانسی‌ها در فاصله سال‌های ۱۰۹۵–۱۱۸۴ است و اطلاعات دقیق و مفصلی دربارهٔ احوال صلیبیون و اروپاییان ساکن شده در شرق و و روابط سیاسی و نظامی‌شان با مسلمانان و وضعیت دولت‌های صلیبی انطاکیه، تریپولی، عکا و شمال شام ارائه می‌دهد. ویلیام در اثرش، دو فصل را به چگونگی حملهٔ صلیبیون به اورشلیم و پیامدهای آن اختصاص داده و به شرح رویارویی مسلمانان و مسیحیان در جنگ نخست صلیبی می‌پردازد و تصویرهای واضحی را برای مخاطب خویش ترسیم می‌کند.
می‌توان بیان داشت که هیستوریا ویلیام صوری، یگانه منبع مهم لاتین جنگ‌های صلیبی از سال ۱۱۲۷، که رویدادهای گشتا فوشیه شارتری خاتمه می‌پذیرد، تا آخرین دههٔ قبل از فتح اورشلیم به دست صلاح‌الدین ایوبی است. این اثر تا سال تأسیس دولت صلیبی در اورشلیم فقط مبتنی بر کتاب آلبرت آخنی است. حال آن که از پس از تسخیر اورشلیم، مدارک و اسناد موجود دیگری را مبنای کار خود قرار داده‌است. با این همه، از نظر رانسیمان تنها پس از به پادشاهی رسیدن بالدوین چهارم است که تاریخ او به عنوان یک منبع پراهمیت جلوه می‌دهد. در واقع، او در نگارش احوال نخستین صلیبیون، بیشتر به نوشته‌های آلبرت آخنی متکی بود و تا حدی از گزارش‌های ریمون آگیلی و فوشیه شارتری، گشتا و همچنین روایات بالدریک دویلی استفاده کرد. برای تاریخ وقایع صلیبیون در سال‌های ۱۱۰–۱۱۲۷ گشتا فوشیه شارتری مهم‌ترین مرجع اطلاعات اوست، ولی نوشته‌های گوتیه والتر، صدراعظم، را نیز در نظر داشت. تنها نکته‌هایی که ویلیام صوری بر مطالب این مورخان افزوده‌است، لطیفه‌هایی دربارهٔ شاهان و همچنین خبرهایی از وقایع شهر صور و کلیسای شرق است. ویلیام برای ثبت وقایع از سال ۱۱۲۷ تا زمان بازگشت خود به شرق از «بایگانی شاهی» و ترجمه‌ای از احوال پادشاهان که اکنون در دسترس نیست، استفاده کرده‌است و به همین سبب گزارش‌های او از وقایع شمال شام گهگاه چندان قابل اطمینان نیست. پس از سال ۱۱۶۰ و همزمان با جنگ صلیبی دوم، خود وی شاهد عینی رویدادها و مردمانی است که شرح و وصف آنها را در کتابش آورده‌است.

#### ترجمه‌ها و ذیل‌ها

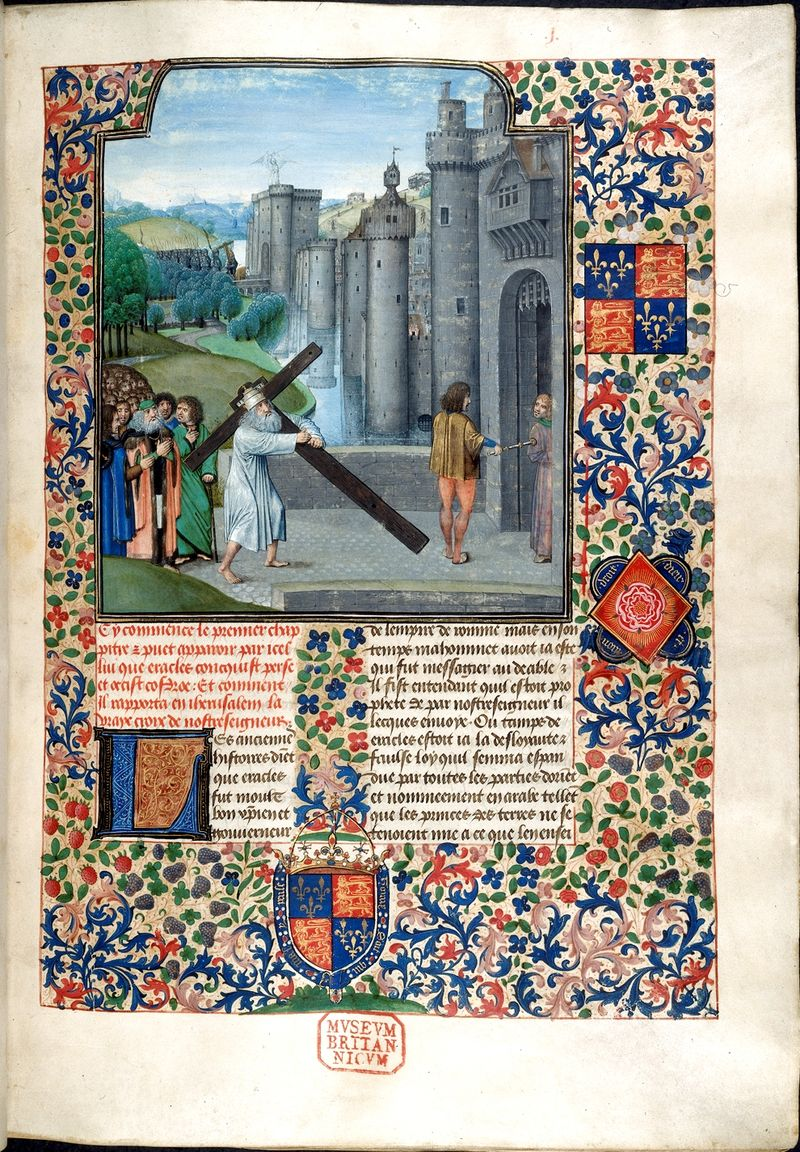
حمل صلیب راستین توسط امپراتور هراکلیوس در استوریه د اراکلس، کتابخانه بریتانیا، متعلق به قرن ۱۵ میلادی.

ترجمه‌ای از هیستوریا ویلیام صوری و ذیل‌های آن، وقایع‌نامه‌ای هستند که از سوی نویسندگانی گمنام به زبان فرانسوی کلاسیک نوشته شده‌اند. استوریه د اراکلس یکی از مهم‌ترین منابع برای آگاهی از وقایع صلیبیان و لاتینی‌های شرق در سال‌های ۱۱۸۴–۱۲۷۷ میلادی است. این اثر دربرگیرنده اطلاعاتی مفصل و همراه با جزئیات دربارهٔ سقوط اورشلیم در سال ۱۱۸۷، تاریخ وقایع آن سوی دریا پس از سقوط اورشلیم، جنگ سوم صلیبی (۱۱۸۹–۱۱۹۲)، فتح قبرس در طی جنگ سوم صلیبی، حوادث منجر به جنگ صلیبی چهارم، وضعیت شاهزاده‌نشین انطاکیه و روابط این شاهزاده‌نشین با همسایگان مسلمانش، جنگ هفتم صلیبی و لشکرکشی لوئی نهم، پادشاه فرانسه، به مصر است. در واقع، نسخه‌های مختلف استوریه د اراکلس این ذیل را تا سال ۱۲۷۷ میلادی ادامه می‌دهد.
ذیل‌هایی که هیستوریا و استوریه د اراکلس را ادامه می‌دهند بین سال‌های ۱۲۲۰ تا ۱۲۷۷ جمع‌آوری و تألیف شده و به این اثر اضافه گردیده و آن را تکمیل نموده‌اند. برخی از این ذیل‌ها عبارت‌اند از ذیل (۱۱۸۵–۱۲۲۹)، استوریه د اراکلس فلورانس، استوریه د اراکلس لیون، ذیل روتلین، ذیل عکا و وقایع‌نامه ارنول.

### دیگر آثار
ویلیام صوری در اثر خود، هیستوریا، به این موضوع اشاره کرده‌است که در زمان حضور در سومین شورای لاتران، گزارشی از آنچه که دیده و شنیده را به رشته تحریر درآورده است که این گزارش او از بین رفته و مفقود شده‌است. همچنین اثر دیگر ویلیام صوری به نام تاریخ مشرق که براساس تاریخ عربی سعید بن بطریق انطاکی نوشته شده بود، با آن که مورد استفاده وقایع‌نگاران و تاریخ‌نگار قرن‌های بعدی همچون ژاک دویتری قرار گرفته بود، از بین رفته‌است.

## ارزیابی مدرن

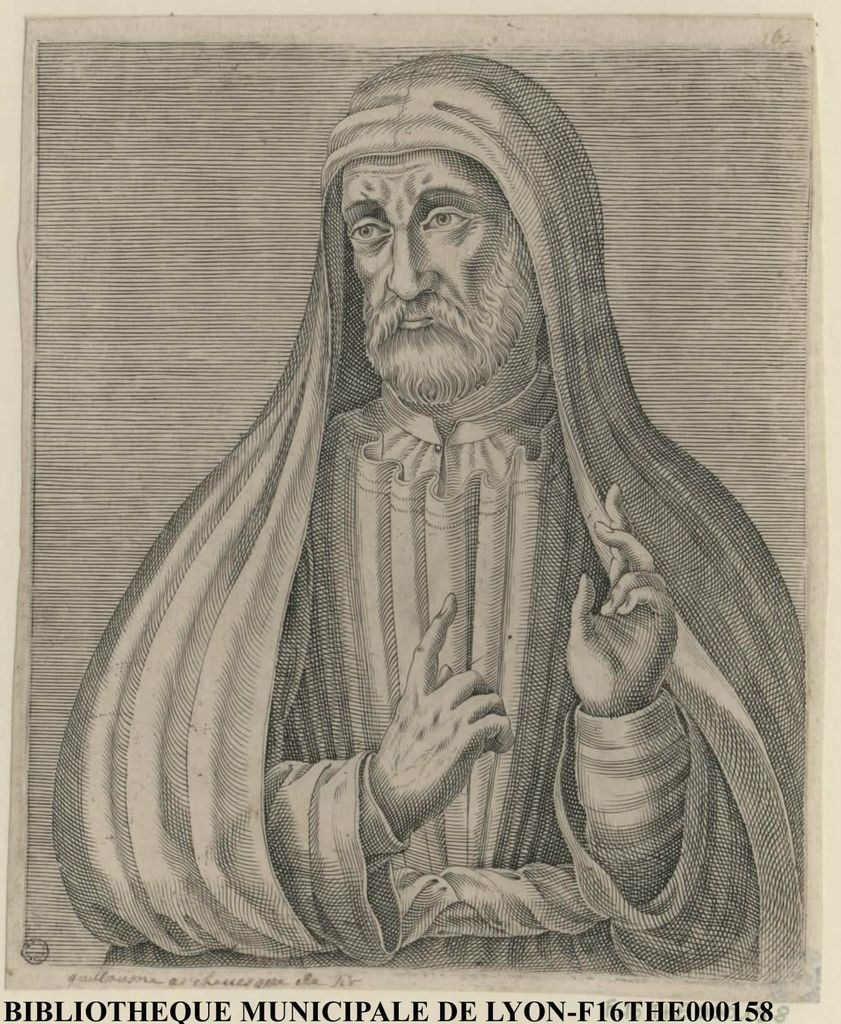
نگاره‌ای از ویلیام صوری، اسقف‌اعظم صور. متعلق به قرن ۱۶ میلادی

بی‌طرفی کار و گفته‌های ویلیام صوری تا اواخر قرن ۲۰ میلادی به عنوان امر مسلم پذیرفته شده بود. برای مثال آگوست، سی. کری معتقد است که «بی‌طرفی ویلیام صوری کمتر از مهارت انتقادی او تأثیرگذار است». برخلاف این شهرت وی، دی. دبلیو. تی.سی. وِسْسِیْ معتقد است که ویلیام قطعاً مؤلف و شاهد بی‌طرفی نبوده‌است به‌خصوص در رابطه با حوادث دهه‌های ۱۱۷۰ و ۱۱۸۰. وسسی معتقد است که ادعای ویلیام مبنی بر سفارش آمالریک برای نگارش اثر، سنتی ادبی برای دوره باستان و قرون وسطی است که در آن پادشاه خردمند، عاشق تاریخ و ادبیات، درصدد این است که اعمال و کارهای بزرگ خود را برای آیندگان حفظ کند؛ و ادعاهای بی‌طرفی ویلیام صوری نیز نوعی سنت ادبی نوشته‌های تاریخی دوره باستان و قرون وسطی است.
همچنین تصویری که او از بالدوین به‌عنوان قهرمان نشان می‌دهد، در واقع اقدامی‌ست برای تأیید دعوی و سیاست‌های جبهه خودش و سیاه‌نمایی جبهه مخالف. همان‌طور که در بالا ذکر شد، ویلیام با مادر بالدوین، آگنس کورتنی، پاتریک اورشلیم، هراکلیوس، و طرفداران آنها در تضاد بود؛ تفسیر و شرحش از دوره بالدوین تا پیش از این تقریباً جایی را بر حرف و تردید باقی نمی‌گذاشت. در اواسط قرن ۲۰، مارشال بالدوین، استیون رانسیمان، هانس ابرهارد مایر، این دیدگاه را پذیرفته بودند اما ارزیابی و بررسی‌های جدید توسط اشخاصی همچون وسسی، پیتر ادبری و برنارد همیلتون، این دیدگاه ویلیام صوری را زیر سؤال برده‌است. دیگر نقدی که اثر ویلیام صوری وارد شده‌است، سال‌گذاری مشکوک و گهگاه آشکارا اشتباه‌آمیز است که این مسئله حتی در تاریخ‌های سلطنت پادشاه اورشلیم نیز دیده می‌شود. برای مثال ویلیام صوری تاریخ مرگ آمالریک را ۱۱ ژوئیه ۱۱۷۳ می‌نویسند، در حالی که مرگ آمالریک در سال ۱۱۷۴ اتفاق افتاده‌است. با این حال به‌زعم رانسیمان بعید نیست که یک تن از نخستین کاتبان، آنها را به نسخه اصلی کتاب ویلیام افزوده باشد.
با این حال به‌رغم تعصبات و اشتباهات ویلیام صوری، او همیشه به‌عنوان «یکی از بزرگترین تاریخ‌نگاران و نویسندگان قرون وسطی» در نظر گرفته می‌شود. رانسیمان در اثر خود می‌نویسد که «او دید وسیعی داشت … و اهمیت وقایع بزرگ زمانه خود و همچنین توالی علت و معلول را در تاریخ درک می‌کرد.» کریستوفر تایرمن، ویلیام را «تاریخ‌نگار مورخان» و «بزرگترین تاریخ‌نگار جنگ‌های صلیبی» می‌نامد، و برنارد هملیتون نیز می‌گوید که «به حق [ویلیام صوری] یکی از بهترین مورخان قرون وسطی محسوب می‌شود.» همان‌طور که فرهنگ لغت قرون وسطی بیان می‌کند، «دستاوردهای ویلیام صوری در جمع‌آوری و ارزیابی منابع، و نوشتن به زبان اصیل و فاخر لاتین به صورتی انتقادی و منطقی (حتی از نظر سال‌شماری اشتباه باشد)، او را مبدل به یک مورخ برجسته و برتر در قرون وسطی تبدیل کرده‌است».

## منبع‌شناسی

### اسناد و مکاتبات
- مجموعه احکام شورای کلیسا (به لاتین: Conciliorum Oecumenicorum Decreta) که توسط جوزپه آلبریگو جمع‌آوری و تنظیم شده‌است، گزارش‌هایی از خروجی و مصوبات سومین شورای لاتران که ویلیام صوری در آن شرکت جست، را در خود جای داده‌است.[۸۲]
- اعمال پاپ الکساندر سوم (به لاتین: Alexandri III opera omnia) که اطلاعاتی دربارهٔ زمانه پاپ الکساندر سوم ارائه می‌دهد. در این سند، اطلاعاتی در رابطه با ویلیام صوری اعم از حضور وی در سومین شورای لاتران و اعزام وی به عنوان سفیر به دربار امپراتور بیزانس آمده‌است.[۸۳]
- اسناد و گزارش کلیسای مقبره مقدس (به لاتین: Le Cartulaire du chapitre du Saint-Sépulcre de Jérusalem) از اسناد مرتبط با تاریخ جنگ‌های صلیبی که اطلاعاتی در باب زندگانی ویلیام صوری در زمان حیات خود در اورشلیم آمده‌است. تنها اطلاعات اندک موجود از از دوران کودکی و همچنین تحصیلات ابتدایی وی برگرفته از این کتاب است.[۸۴]
- دستورها و احکام برای کلیسای شرق؛ اسناد و نامه‌های ارسال‌شده پاپ به شوالیه‌های معبد و فرقه سنت جان[د] که اطلاعاتی از شرایط و وضعیت پادشاهی اورشلیم و رخدادهای این قلمرو (به‌خصوص منازعات داخلی در زمان بالدوین چهارم) در میانه قرن ۱۲ میلادی در خود جای داده‌است. همچنین اطلاعات کاملی به حوادث ۱۱۸۰ و رقابت ویلیام صوری با هراکلیوس بر سر پاتریارک اورشلیم در ان وجود دارد.[۸۵]